# Merthan Mutlu
Merthan Mutlu (Kadıköy, 16 maggio 1994) è un cestista turco.